# Дёрфлер, Игнац
Игнац Дёрфлер (нем. Ignaz Dörfler, 1866—1950) — австрийский ботаник. Специалист в области гербариев. В 1915—1937 годы — куратор публичных выставок Ботанического института Венского университета.

## Биография
Область ботанических интересов: папоротники, голосеменные и покрытосеменные растения.
Исследователь флоры Албании и Македонии.
Владелец обширной коллекции автографов и подлинников писем ботаников, которую он после Первой мировой войны продал Упсальскому университету в Швеции.
В честь Игнаца Дёрфлера названо одно из эндемичных растений Албании — Белокопытник Дёрфлера (Petasites doerfleri Hayek, 1917) из семейства Астровые.
Другие растения, названные в честь Дёрфлера (все они родом с Балкан):
- Лён Дёрфлера (Linum doerfleri);
- Мольткия Дёрфлера (Moltkia doerfleri, или Lithospermum doerfleri);
- Тимьян Дёрфлера (Thymus doerfleri).